# مونك
مونك (بالإنجليزية: Monk)‏ مسلسل تلفزيوني أمريكي درامي بوليسي من تأليف آندي بريكمان [الإنجليزية] وبطولة توني شلهوب الذي لعب فيه دور أدريان مونك. عرض على قناة يو إس إيه نيتورك من 12 يوليو 2002 وكان اخر موسم عام 2009. وهو في المقام الأول حلقات عن سلسلة إجراءات للشرطة ولكنها تعرض أيضًا نغمات كوميدية ودرامية في استكشافها للحياة الشخصية للشخصيات الرئيسية.

## القصة
أدريان مونك كان من أفضل ضباط الشرطة في سان فرانسيسكو ومن أفضل من يحل القضايا التي تحدث في المدينة لكن ومنذ المأساة حيث قُتلت زوجته على أيدي مجهولة (تم حل القضية في الموسم الثامن)،تغير ادريان وتغيرت حالته النفسية فأصبح كثير الشكوك وغريب الاطوار فأصبح يخاف المرتفعات والجراثيم كالوسواس الذي يلاحقه، وحالته النفسية هذه كلفته كثيرا حيث انه فقد عمله بسبب هذه الإضرابات وبقي شخص عادي، تتم استشارته أحيانا من قبل رئيسه في مركز الشرطة ليلاند ستوتلميير ومساعد رئيسه راندول ديشر في حال وجود قضايا صعبة. لذلك اضطر ادريان مونك ان يوظف ممرضة خاصة لكي تساعده في حالته النفسية هذه، ولم تبخل ممرضته شارونا فليمنغ بمساعده ادريان بل كانت بجواره طوال الوقت تقوم بالأعمال التي يعاني هو من حساسيه تجاهها وبالإضافة انها كانت تساعده في حل القضايا إلا أن اضطرت شارونا السفر إلى نيوجرسي لكي تتزوج، فتحل محل شارونا ناتالي تيغر التي تكمل مهمة شارونا في مرافقة مونك ومساعدته للتخلص من الارتياب والشكوك وحالته النفسية.

## الشخصيات

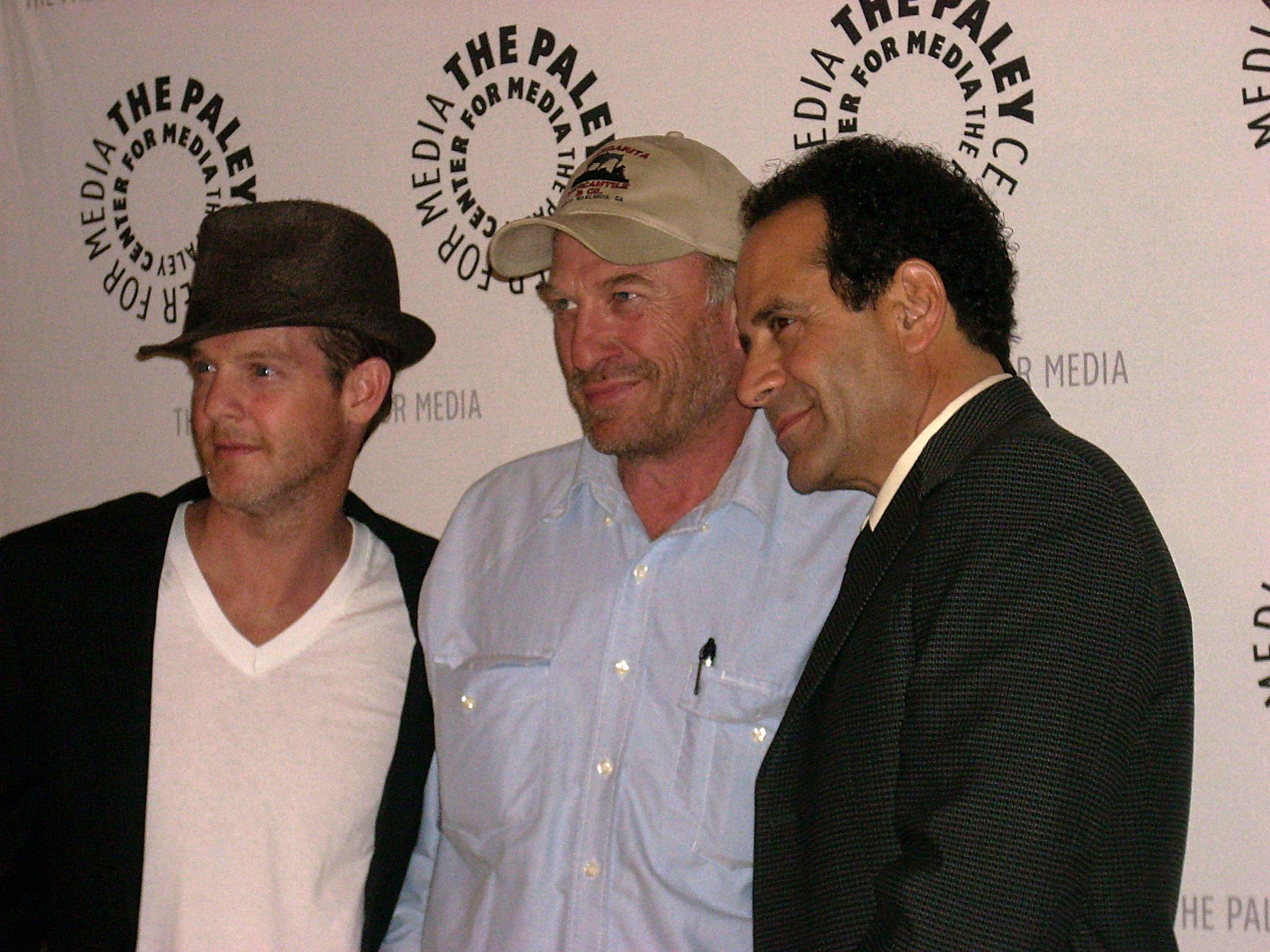
أبطال المسلسل من اليمين، توني شلهوب، وتيد ليفين، وجاسون غراي-ستانفورد.

| الممثل(ة)           | الشخصية                 | عدد الحلقات |
| ------------------- | ----------------------- | ----------- |
| توني شلهوب          | أدريان مونك             | 104         |
| جاسون غراي-ستانفورد | الملازم راندول ديشر     | 104         |
| تيد ليفين           | النقيب ليلاند ستوتلميير | 104         |
| ترايلور هوارد       | ناتالي تيغر             | 66          |
| ستانلي كامل         | الطبيب تشارلز كروغر     | 45          |
| بيتي تشرام          | شارونا فليمنغ           | 38          |
| إيمي كلارك          | جولي تيغر               | 22          |
| كين ريتشوت          | بينجي فليمنغ            | 15          |
| ميلورا هاردين       | ترودي                   | 8           |
| ماكس مورو           | بينجي فليمنغ            | 7           |

## جوائز المسلسل
| السنة | المهرجان                                | الجائزة                                      | الحاصل عليها |
| ----- | --------------------------------------- | -------------------------------------------- | ------------ |
| 2005  | مهرجان أسكاب لموسيقى السينما والتلفزيون | أفضل مقدمة موسيقية لمسلسل تلفزيوني           | راندي نيومان |
| 2003  | مهرجان إيمي                             | أفضل ممثل رئيسي في مسلسل كوميدي              | توني شلهوب   |
| 2003  | مهرجان إيمي                             | أفضل موسيقى مقدمة مسلسل تلفزيوني             | جيف بيل      |
| 2003  | مهرجان الكرة الذهبية                    | أفضل ممثل في مسلسل تلفزيوني كوميدي أو موسيقي | توني شلهوب   |
| 2004  | مهرجان نقابة الممثلين                   | أفضل ممثل في مسلسل كوميدي                    | توني شلهوب   |
| 2004  | مهرجان إيمي                             | أفضل ممثل ضيف شرف في مسلسل كوميدي            | جون تورتورو  |
| 2004  | مهرجان إيمي                             | أفضل موسيقى مقدمة مسلسل تلفزيوني             | راندي نيومان |
| 2005  | مهرجان نقابة الممثلين                   | أفضل ممثل في مسلسل كوميدي                    | توني شلهوب   |
| 2005  | مهرجان إيمي                             | أفضل ممثل رئيسي في مسلسل كوميدي              | توني شلهوب   |
| 2006  | مهرجان العائلة التلفزيوني               | أفضل ممثل                                    | توني شلهوب   |
| 2006  | مهرجان إيمي                             | أفضل ممثل رئيسي في مسلسل كوميدي              | توني شلهوب   |
| 2007  | مهرجان إيمي                             | أفضل ممثل ضيف شرف في مسلسل كوميدي            | ستانلي توسي  |

## روابط خارجية
- مونك على موقع IMDb (الإنجليزية)
- مونك على موقع ميتاكريتيك (الإنجليزية)
- مونك على موقع الموسوعة البريطانية (الإنجليزية)
- مونك على موقع روتن توميتوز (الإنجليزية)
- مونك على موقع نتفليكس (الإنجليزية)
- مونك على موقع قاعدة بيانات الأفلام العربية
- مونك على موقع أول موفي (الإنجليزية)
- مونك على موقع فيلمافينيتي (الإسبانية)
- مونك على موقع كينوبويسك (الروسية)
- مونك على موقع ألو سيني (الفرنسية)